# مولدراوو (کنتاکی)
مولدراوو (به انگلیسی: Muldraugh) شهری در ایالت کنتاکی کشور ایالات متحده آمریکا است که جمعیت آن در سرشماری سال ۲۰۱۰ میلادی، ۹۴۷ نفر بوده‌است.